# 黒鷺死体宅配便
『黒鷺死体宅配便』（くろさぎしたいたくはいびん）は、大塚英志原作、山崎峰水作画による日本の漫画。

## 概要
それぞれ特殊な能力をもった若者5人が、望まぬ形で死を迎えた死体の望みを聞き、報酬と引き換えにその願いを叶えていく新感覚ホラー漫画。
イラク戦争、堀江貴文、赤ちゃんポストなどの社会風刺や、中国奥地の達者、コインロッカーベビー、杉沢村をはじめ都市伝説を元にしたオカルトをテーマとしたほか、ミステリー（サスペンス）および猟奇的描写も見られる。
第1・2話は『月刊少年エース増刊 サイコエース』のVol.1（2000年5月）、Vol.2（2001年9月）、第3・4話は『月刊エースネクスト』2000年10月号、11月号、第5〜11話は『KADOKAWAミステリ』の2002年4〜11月号、第12・13話は『少年エース』2003年7、8月号、第14〜19話は『月刊少年エース増刊 エース特濃』vol.4〜9、第20〜23話は『Comic 新現実』のvol.1〜5、第24〜30話と外伝2話は『少年エース』2006年7〜12月、2007年1、3〜4月号にて掲載され、2007年3月からは青年漫画誌『コミックチャージ』にて連載されていたが、2009年1月の同誌休刊後は同年7月に発刊した『ヤングエース』で連載されている。上記掲載誌の発行はいずれも角川書店。単行本は17巻までで累計売上は160万部。ComicWalkerにおいて、通常版の第1話と『ヤングエース』と連動して最新話が掲載され、2015年から第1作からのカラー版が同時掲載されている。
原作者大塚英志による企画のコンセプトは「テレビゲームやホラー映画ではゾンビが当たり前のように動き回っていて、受け手は何も感じなくなっているけれど、だから死体が動いたらただそれだけで本当は怖い、というホラーの原点に戻ったまんがをやりたい」であった。企画書そのものは1990年代後半には完成していた。しかし、内容にあった漫画家が見つからなかったので、企画はいったん凍結され、大塚英志が同時期に教えていたライトノベルの専門学校にて「任意のキャラクターを使ってシナリオを考える授業」の教材で使いまわしにされていた。大塚の著書『物語の体操』にはこの時に使用されていた、ひらりんが描いた主人公５人の初期設定資料が収録されている。
その後、「死体の怖さが描ける」画力の持ち主である漫画家の山崎峰水と出会えた事で企画が実現して、2000年より連載がスタートした。
大塚による初期設定案では「やいち」の設定は「主人公の唐津九郎の背後の黒い影」としか決まっていなかったが、シナリオを読んだ山崎峰水が即興で現行のキャラをデザインして、大塚が気に入ったので採用された。また、初期設定案では谷田有志は宇宙人のケレエレスと交信する時にマペットを使用するのではなく、二重人格的に人格が切り替わるという設定であった。
コミックスの装幀は、大塚英志と評論の装幀で組むことが多かったアートディレクターの寄藤文平が担当している。コミックスの各章のタイトルは「70年代～80年代の歌謡曲」という条件で、沢田研二やちあきなおみ等の大塚英志が好きな歌手の曲名を引用している。また、コミックスの帯の「お客様は死体です。」「お届け物は死体です。」等のキャッチコピーは、単行本化のたびに毎回大塚が考えている。大塚によると10巻ぐらいからキャッチコピーのネタのストックが切れて、毎回苦しみながら考えているとの事である。コミックス第３巻以降は、笹山徹、マナベ、南戸博美などの、大塚英志原作の他の漫画のキャラクターが多数登場し、大塚英志原作漫画のシェアワールド作品となっていった。
2006年よりスピンオフ『松岡國男妖怪退治』が不定期連載でスタートした。明治時代を舞台に「やいち」の少年時代が描かれている。
2007年に秋田県及び福島県で、2009年には長崎県で青少年保護育成条例に基づく有害図書に指定されている。
2009年に、原作者の大塚英志によって、『黒鷺死体宅配便』のアメリカ版コミックスの刊行元の「ダークホース」社とユニバーサルスタジオにてハリウッド映画化の企画が成立し、シナリオ作成が進められている事がアナウンスされた。この時に大塚が映画会社の人に聞いた話によると、シナリオ作成がクリアして、クランクイン、公開と最後まで行ける確率は20％ぐらいとの事であった。また、大塚によると、日本でも何度かテレビドラマ化の企画があったそうである。しかし、まずタイトルの「死体」という単語がテレビ的にNGであり、「宅配便」もテレビのスポンサーには実際の宅配便の業者もいるため使えず、最後に残った「黒鷺」も同名の漫画原作のテレビドラマがあるため使用できずと、テレビ的にNGな単語を3つ並べたタイトルのために、テレビドラマ化できなかったそうである。
2014年に、大塚英志の原作小説の実写映画作品である『零 〜ゼロ〜 女の子だけがかかる呪い』にて、唐津九郎（演 - 渡辺裕也）と槙野慧子（演 - 柳生みゆ）が登場した。
2014年11月に、スピンオフ『松岡國男妖怪退治』の番外編の小説『代筆屋中川恭次郎の奇っ怪なる冒険』（角川ホラー文庫）が刊行された。
2015年〜2017年にスピンオフ『アライアズキ、今宵も小豆を洗う。』が「ヤングエース」にて連載された。単行本は全3巻である。現代日本を舞台に、脇役として本編の「谷田有志」と、笹山徹の息子の「笹山Jr.」が登場している。
2017年に、7月4日発売のヤングエース8月号にて連載再開。
2019年に、スピンオフ『松岡國男妖怪退治』の番外編のマンガ『松岡國男妖怪退治　昭和編』が「ヤングエース」に連載され、『黒鷺死体宅配便』単行本26巻に収録された。昭和11年の日本を舞台に青年となった「やいち」が登場した。
2023年に、ヤングエース9月号にて『黒鷺死体宅配便 シーズン0 高校生編』のタイトルで連載再開。

## あらすじ
ごく普通の日常を過ごす唐津九郎は、死体に触るとその死体の声（残留思念）が聞こえる能力を持っていた。
大学で唐津はサークル「ボランティア友の会」に加入する。唐津はそこで、ハッキングで死体に関する情報収集をする佐々木碧、死体を発見できるダウジングの能力を持つ沼田真古人、エンバーミングで死体修復ができる槙野慧子、宇宙人と交信できる谷田有志らの、唐津と似たような少し変わった能力を持つメンバーと出会う。
就職しそびれたメンバーのために、サークルのまとめ役である碧は、沼田が死体を捜索し、慧子が遺体の鑑識あるいは補修を行い、唐津が死体の望みを聞き、報酬と引き換えに死体を望みの場所に届けるモグリの宅配業者「黒鷺死体宅配便」を起業する。

## 登場人物

### 黒鷺死体宅配便
唐津九郎（からつ くろう）
主人公。死体に触るとその死体の声（残留思念）が聞こえる、イタコに近い能力を持つ青年。自身に憑く謎の霊「やいち」の力を借用して死体を動かすこともできる。日頃は無気力だが正義感が強く、困っている人は放っておけない性格。東北地方出身。容姿はいわゆるスキンヘッド。
千代田仏教大学の卒業生。肝心の就職先が無かったため、碧たちと共に「黒鷺死体宅配便」を立ち上げる。自身と「やいち」を巡る事件を経て、碧から好意を寄せられている。
沼田真古人（ぬまた まこと）
唐津の友人であり相棒。金や水脈は発見できないが、死体を発見できるダウジングの能力を持つ男性。性格は単純で情に弱い。いつも金欠なせいもあり、金にがめつい。群馬県出身。長髪で常にサングラスを着用している。メンバーの中で一番背が高く、素手でトラックのフロントガラスを叩き割るほどの腕力がある。「黒鷺」の営業車（シボレー・サバーバン）の運転をほぼ専任で担当している。
ダウジングは6歳の時にプロの我妻（あずま）から教わったもので、常に着用しているサングラスも、我妻から「男は人前で涙を見せるものじゃない」という理由で譲り受けた物である。実は我妻からダウジングを教わった理由は、殺人犯に殺された家族（父、母、兄）の遺体を捜し出すため。彼はこのことを「黒鷺」のメンバーには隠していた。なお、家族の死体が埋められた場所は死亡した我妻により伝えられており（現在はマンションが上に建っている）、沼田自身も場所は見つけているほか、二四も同じマンションから沼田の家族からとみられるメッセージを受け取っている。
唐津同様、同仏教大学の卒業生。就職先が無かったため「黒鷺」に勤めている。
佐々木碧（ささき あお） / 斎藤碧（さいとう あお）<引き取られる前>
「黒鷺」の発案者および実質的なリーダーを勤める女性。「黒鷺」の前身であるボランティアグループ「友の会」の会長も務めていた。スタイルがいい美人だが、クールでビジネスライクな性格。いつもインターネットで違法すれすれなハッキングや裏世界の繋がりを利用しては情報収集をして情報を掴んでおり（その為相当な金額を払う羽目になって資金難に陥っていたことも）、唐津達に指示を出している。他にも、唐津たちとは違い「黒鷺」を営む傍ら、大学院で臨床心理の勉強をしている。
15年前、幼少時に両親と末妹を殺害され、その後は親戚に引き取られた。唯一生き残った家族に姉がいるが、そりが合わず、お互い疎遠となっている。
数々の危機を唐津と「やいち」に助けられてから、唐津に惹かれるようになる。また、唐津と「やいち」を巡る事件を経て、特殊な能力を使うようになった描写がある。ある目的で唐津と共に沖縄で暮らすある人物に会った後、唐津との関係を見直し一定の距離を保つようにした。
槙野慧子（まきの けいこ）
エンバーミングの資格を持った女性。アメリカに留学し、資格を取得した数少ない日本人の一人。英語も堪能。陽気な性格で、いつも沼田相手にちょっかいを出している。メンバーの中では最年少かつ一番小柄で、実年齢よりも極端に若く見える。その容姿を利用する形でアニメキャラのコスプレをすることがある。
小学生の頃、自分の目の前で母親が踏切に飛び込み自殺した過去を持つ（父親は不明）。そのショックから生前の母親の顔を思い出すことができなかったが、谷田とケレエレスの能力により母親の姿と再会することができた。それ以降谷田に好意を抱くようになる。
現在も同仏教大学の学生である。米軍基地でのエンバーミングや、映画の撮影現場での特殊メイクなど、ユニークなアルバイトを数多く行っている。
谷田有志（やた ゆうじ）
左手に付けたマペットを通じて宇宙人と交信するチャネリングの能力を持つ青年。前髪で両目が隠れており、メンバーの中でも影が薄い。都市伝説に詳しい。性格は気弱で大人しいが、時々周りが見えず暴走する。他のメンバーと違い役に立つことが少ない自分の能力にコンプレックスを抱いていた。心臓に持病を持っており、一度それが原因で死にかけたことがある。
小学生の時、父親が車内に排気ガスを引き込んだ一家心中を図ったことで天涯孤独の身となる。自らは自分の席の窓が少し開いていたため助かったが、両親と妹の夏美（なつみ）は死亡していた。そのため、ケレエレスが唯一の親友であり家族となっている。
唐津同様、同仏教大学の卒業生。就職先が無かったため「黒鷺」に勤めている。一時期脱退し「楡セレモニー」に就職したが、その酷い経営方針についていけず「黒鷺」に出戻った。
前述通り目が前髪で隠れているが素顔は中性的な容姿をしており、小児性愛者の殺人鬼に「もう少し若かったらペットにしてあげた」と言われたり、女装姿を黒鷺メンバーや女装バーのママに絶賛されたりしている。
事件のたとえ話でよく柳田國男を挙げることがある。
ケレエレス
自称宇宙人。谷田の左手に付いているマペットに憑依して、話をしたり体を動かしたりしている。賑やかな性格でおしゃべり。いつも一言多く、沼田や唐津を怒らせている。時々、全てを悟っているかのような口調で話をしたり、危険を察知したりしていることから、特殊な能力が備わっている様子。「プレアデス星人で、転生を繰り返し宇宙霊の最高位にあたる宇宙意志となった」と自称している。谷田と共に落語めいた技を披露しているが、ウケない。
憑依しているマペットは谷田が死んだ彼の妹と遊んでいた物で、名前は妹がそのマペットに付けたものである。
やいち
唐津に憑く謎の霊。唐津曰く｢古い知り合い｣。強力な霊能力を持ち、「黒鷺」のメンバーの危機を何度も救っている。現時点では、素性は一切謎。顔には刃物で斬られたような大きな古傷がある。
唐津に常時憑いているわけではないらしく、碧が霊的な危機に陥った時は唐津の身から離れて救いに行くなど、ある程度自立した行動が可能。碧が生理になる期間は唐津の元に現れず、唐津や「やいち」を狙う者たちはその機会を狙っている模様。

### 笹山とその関係者
笹山徹（ささやま とおる）
新宿区役所の福祉課の第一係長を勤めている男性。大塚英志脚本の『多重人格探偵サイコ』、『探偵儀式』、『とでんか』にも登場する人物。元警察官で殺人事件担当の刑事だった。坊主頭に派手なスーツという格好からヤクザにしか見えない。右足が義足でいつも金属製の杖を突いて歩いている。頭の左斜め上に大きな傷痕がある。外国人が多い新宿区に勤めているため、中国語、英語、スペイン語、タガログ語などの複数の外国語が話せる。区役所に転職した動機は、刑事時代に余りにも残酷な場面に遭遇しすぎて嫌気がさしたから。ドケチで、いつも「黒鷺」に面倒な仕事をただで押しつけてくる。
香山ジェニー（かやま  - ）
精神科医の女性。碧のゼミの講師で、過去に碧が両親と妹を殺されたショックでPTSDになった時の主治医。死体を見て驚くのに、唐津の能力を見ても驚かない変わった性格の持ち主で、碧曰く「何か根本的なとこが抜けている人」。テレビ出演の依頼が来るほどの美人だが、実は笹山と同い年。精神科医になった理由は「死体を見るのが苦手」で「手先が不器用」でもあるため。
菊池結（きくち ゆい）
女性看護師。死んだ人の声が一言だけ聞けるという、唐津同様のイタコ体質の持ち主。10年前に起きた旅客機事故の唯一の生存者で、イタコの能力もその事故がきっかけで身に付いたものである。医療という仕事をしながらもオカルトや迷信の類いを信じており、二つを割り切れずに迷っている。唐津とはお互い似たような能力を持っている者同士であるため惹かれあっている。
笹山停（ささやま とまる）
笹山徹の又従兄弟。大山田村の観光課長代理を務める男性。外見が徹に瓜二つで、左足が義足になっており、頬の右斜め下に傷痕がある。服装も普通の地味なスーツで、性格も徹に比べて穏やかで気前がいい。
マナベ
笹山の元部下で、現在は地方の派出所で駐在をしている男性。大塚英志原案・脚本の『探偵儀式』にも登場する人物。「六部殺し」という伝説に関わっている家系の子孫で、それが原因で恋人のロシア人女性ターニャ・カラマーゾフとの結婚を彼女の身元引受人から反対されていた。「黒鷺」や相棒の元警察犬パッシブの活躍によって、最終的に結婚は許された。
中島千早（なかしま ちはや） / 五月めい（さつき めい）<改名前>
他の人間には見えない人間の肩に1匹ずついる“ネズミ”を見る能力を持つ少女。この“ネズミ”は殺人を予告し、自らがのっかっている人間が殺人を犯そうとしていることを知らせるため、他人の悪意を視ることができる。自らの“ネズミ”には「ウィニコット」と名付けている。
母親が刺殺された現場で血まみれで凶器のカッターを持って発見されたため、母親刺殺事件の犯人として大々的に扱われた。当時12歳であったため児童自立支援施設に入ったものの、その後、笹山が保護司として引き取って育てた。私立華戸川女学院に通っていたが、悪質な記者と母親刺殺事件の真犯人である校長により命を狙われる。記者が千早（めい）殺害を企てた校長に殺された後、校長から殺害されそうになったが、ウィニコットが校長の“ネズミ”を食べ助かった。その後はとある地域の寺院に引き取られることになった。
南戸博美（なんと ひろみ）
人の心を読む能力を持つ女性刑事。大塚英志脚本の『とでんか』にも登場する人物。笹山の警察時代の最後の部下で、かつては一課に所属していたが、左遷され少年育成課を担当している。人々の心の闇を見てきたせいか、ひねくれた性格をしている。

### 「やいち」関係者
???
強力な霊能力を持つ謎の少女。「やいち」の母と手を組んでおり、「やいち」を消そうとしている。唐津のことを暗に「お兄ちゃま」と呼び執着しているようだが、理由などは不明。
頭白慎吾（ずはく しんご）
元東京都監察医務院の監察医。顔に「やいち」の物とそっくりな大きな傷跡がある。昔、都内で起こった連続殺人事件の犯人（この事件は笹山が警視庁に入って最初に担当した事件）であり、自分で殺した死体を自分で検死解剖していた。この事件の際、置き手紙で呼び寄せた笹山に銃で撃たれ死亡し故郷に土葬されたはずだった。しかし、殺人や自殺の現場専門の清掃会社「白鷺死体清掃サービス」の一員として潜伏、「鈴木一郎（すずき いちろう）」を名乗り生きていた。???と同じく唐津と「やいち」を消そうとしているが、その理由は不明。
「やいち」の母（仮称）
かつて「やいち」を身ごもっていた女性。既に故人。霊体となり、実の息子であるやいちを消そうと企んでいる。同じ霊体の部下を率いている。
番外編「松岡國男妖怪退治」に、黒鷺姫（くろさぎひめ）という顔が同じ女性が登場している（関係は不明）。
泣き女のばあさん（仮称）
泣き女をしているお婆さん。谷田のアイデアで一時期「黒鷺」のメンバーと泣き女の仕事をした。彼女が泣くと葬式に出席している人々がみな哀しい気持ちになり、涙が溢れてしまう。唐津の過去（出生）に関係があり、「やいち」の母とも関係があるようだが、現時点では不明。

### 楡セレモニー
楡（にれ）
巨大葬儀企業「楡セレモニー」の社長を勤める男性。キザでイヤミな性格。12年前通り魔に3歳の娘を殺され、妻もナイフで体中を傷付けられ植物状態になる。犯人は無論死刑になったが、彼の気は納まらなかった。この経験が元で「不倶戴天」を思いつき今にいたる。
唐津の能力に興味があり、一時期「黒鷺」と合併を考えていたが断られた。その後は利害の一致で「黒鷺」への協力を行っている。
楡睦美（にれ むつみ）
楡の養女で、死者を生き返らせる「反魂の術」という能力を持った少女。その力は未熟で完全に死者を蘇らせることは出来ず、蘇らされた死者は時間が経つと理性が消え凶暴化する。
彼女の実父は何人もの命を奪った殺人犯で死刑が確定している。実父の死刑後その死体を蘇らせるために、楡の考えや「不倶戴天」について良く思ってはいないが手を貸していた。裏では「不倶戴天」の犠牲者を再び蘇らせ、その時の参加者を襲わせ命を奪うという行動をしていた。ついには谷田を利用し「不倶戴天」の妨害を図るが、紆余曲折の末に今の状況を割り切ることにした。
中井石丸（なかい いしまる）
「楡セレモニー」の顧問弁護士で、楡の部下である斜視の老人。
死戸（しぬへ）
「楡セレモニー」のスタッフ。漢方医とエンバーミングの資格を持つミイラ師。体中包帯だらけの大男。吃音の癖がある。当初は不気味な感じだったが、本当はひょうきんな性格のようで冗談も言う。「黒鷺」のメンバーには協力的。
包帯だらけの格好について、本人は事故で火傷を負いその傷が治らないためとしている。しかし、この発言の直前に、江戸時代に漢方医に輸入されたミイラで、あの世に入るための「死者の書」が盗掘で失われたため成仏出来なかったのを、睦美の力で蘇らせてもらったとの冗談を述べており、体を覆う包帯の裏側にはエジプトの古代文字がびっしりと書き込まれていた事実と考え合わせると、この冗談の方が真実である可能性もある。真相は不明である。

### ロボット三人組
全員オタクで、メガネを着用している。
富野（とみの）
理工系大学のロボット工学科の男子学生。パワードスーツ「お助け君」制作チームのリーダー格。『機動戦士ガンダム』オタクで、「ロボットは人間が着用するモビルスーツ型であるべきだ」とこだわっている。登場時には、ジオン軍の意匠を取り入れた私服を着ていることもある。
名前の由来は富野由悠季から。
永井（ながい）
理工系大学のロボット工学科の男子学生。パワードスーツ制作チームのムードメーカー。『マジンガーZ』オタクで、「パワードスーツもパイルダーオンが出来るスーパーロボット型であるべきだ」とこだわっている。登場時には、「Z」とロゴの入っている私服を着ていることもある。
名前の由来は永井豪から。
手塚（てづか）
理工系大学のロボット工学科の女子学生。服装には目立った特徴は見られない地味な女性で、髪型は一貫しておさげ（二つ三つ編み）。パワードスーツ制作チームの紅一点。『鉄腕アトム』オタクで、「ロボットは電子頭脳を持つ自律型であるべきだ」とこだわっている。
名前の由来は手塚治虫から。

### 特殊能力を持つ者
秋葉 零児（あきば れいじ）
心霊専門の探偵を名乗る男性。元は作画の山崎峰水の作品『MAIL』の主人公。霊銃「迦具土」で霊を成仏させることが出来る。また直接霊を見たり、心霊写真を撮ることもできる霊能力を持つ。その彼の力のおかげで唐津は「やいち」の容姿を知ることができた。
飯島一也（いいじま かずや）
自作の特殊なAEDを使って、死者を数時間だけ蘇生することが出来る青年。この装置を使って死者を生き返らせ、死者が最期にやり残したこと（主に復讐）をさせていた。このような行為を行っていた理由は、彼が少年時代に起こした殺人事件への罪滅ぼしである。事件を起こした当時、マスコミにより顔も名前も世間に晒されたため、現在も一つの街に留まることは出来ず、街を転々としている。
二四九太郎（にし きゅうたろう）
素性不明のWEBジャーナリストの男性。自ら開発した特殊なスマートフォンで死者の思考を感知することができる。ニセ黒鷺死体宅配便の事件を追っていた際に「黒鷺」のメンバーと対面し、唐津に能力を与える「やいち」の存在を把握している。

### 碧の事件関係者
渕上一平（ふちがみ いっぺい）
15年前、碧の家族を殺した罪で死刑になった殺人犯（実際は父親しか殺していなかった）。その後「不具戴天」の場で睦美の力によって生き返るが、林に殺された姉と対面し、理性を失い暴走する。最後は谷田の活躍で再び天へと昇った。
佐々木翠（ささき みどり） / 斉藤翠（さいとう みどり）<引き取られる前>
佐々木（斉藤）碧の姉。過去の体験によるショックから、精神年齢が低い状態で止まっている。髪を染めており、ゴスロリファッションの服を愛用している。林と知り合ってからは、林の指示を絶対に断れないほど彼に依存してしまっていた。林が殺人犯であったことを知った後の詳細は不明。
林達夫（はやし たつお）
「日本富士見大学病院」の外科医で次期院長候補。翠の婚約者。右手の人差し指の先にホクロがある。実は15年前に碧の母と妹を殺した真犯人で、渕上一平の姉である和子（かずこ）をも殺していた。15年前の研修医時代に渕上一平の体内に手術器具を残すという医療ミスをし、それを揉み消す為に翠に接近。「楡セレモニー」の「不倶戴天」を利用して手術器具を取り除こうと考えた。最後は罪状が明らかになり、全てを失い投獄される。

### 「やいち」関連の事件関係者
井上伸次郎太（いのうえ しんじろうた）
元ホームレスで、現在は施設に入所している80歳ぐらいの老人。「黒鷺」のメンバーが施設を訪れていた際に自然死していた。大杉田村という都市伝説上にしか存在しないと思われていた村の出身。何十年か前に戦争中南京大虐殺を経験した友人が重度のノイローゼになり、村の人々を次々と殺害してしまい、彼はその友人を自らの手で殺害するという過去を持つ。その時、彼が保護した赤子の傷跡が「やいち」の物と酷似しているが、現時点では関連性は不明。
テンコちゃん
沼田が新たに借りた部屋の屋根裏で死んでいた女性。「テンコちゃん」とは、彼女の死体から出た体液で天井裏に出来たシミを見て、そのシミに慧子がつけたあだ名であり、本名は不明。久保千春（くぼ ちはる）という女性の娘らしいのだが、生まれてからずっと彼女の家の天井裏で育てられていた（死体発見時、足が未発達だった）。母である久保が頭白に殺されてしまい、テンコ自身も餓死する。唐津達に母を殺した犯人を教えた何日か後に火葬されるが、途中で突然動きだし唐津に「やいち」への恨み言を言いながら襲い掛かってきた。その前夜に霊安室に忍び込んだ頭白が動機と共に語った「呪いの元凶」というものが関係しているらしいが、それが何なのかは現在不明。
黒谷沙織（くろたに さおり）
30年前「和製オードリー・ヘプバーン」と呼ばれ、世を魅了しながらも電撃引退した伝説の女優。実は死者の声を聴ける「聴耳」という能力を持っていた。???によって交通事故を装い殺害され、遺体は娘である叶にES細胞の材料として利用されていた。それを止めさせるために人面疽となって訴え、最後は娘である叶を助けて欲しいと「黒鷺」のメンバーに頼み、体共々炎に消えた。
叶香（かのう かおり）
美容整形医院「叶クリニック」の女院長。伝説の女優である黒谷そっくりの耳に整形するというビジネスを行っていたが、実態は死んだ黒谷の遺体をES細胞として使い、生みだした彼女と同じ耳を患者に移植するというものだった。実は黒谷の隠し子で、実母である黒谷には屈折した愛情を持っており、そこを???達に利用された。「黒鷺」のメンバーに実態を暴かれた後は、黒谷の遺体と共に焼身自殺を図るが、沼田に助けられた。
寄井人志（よりい ひとし）
ロボット三人組の先輩にあたるロボット工学科所属の男性。パラサイト・ヒューマンを専門に研究する傍ら、ケータイサイトを利用してナンパ（援助交際）を行っていた。自宅に誘い込んだアミを諍いから衝動的に殺害し、???によって甦ったアミに研究材料を悪用された挙句、彼女の気まぐれで自殺に見せかけ殺された。
アミ
???との協力者になった少女。元は家出娘で、寄井と諍いを起こし彼に撲殺された。死後、公園のベンチに放置されたところを???に甦られ、生き返らせてくれることを条件に、唐津をおびき寄せるために泊め男を自殺に見せかけ殺害する事件を起こしていた。唐津を東京ムッキーランドに誘い込み追い詰めるが、唐津と「やいち」の力で甦った泊め男達に襲われた。その後は「黒鷺」のメンバーによって遺体は親元に返った。

## 用語
大杉田村
殺人鬼によって壊滅した村。井上伸次郎太の故郷。杉沢村のパロディ。
聴耳（ききみみ）
可聴域の外の音まで聞こえる特殊聴力。可聴域の外の音の中にはこの世の者ではない声も混じっている。聞こえ方は一様ではなく、「死体を前にするとその人間の霊が降りてきて喋る」「誰の声かはわからないが少し先の世に起きることが聞こえる」といったパターンが確認される。聴耳の力を持った者の耳を耳塚に葬ることにより、生まれ変わるとき聴耳に生まれずにすむという言い伝えがある。
東京ムッキーランド
ねずみのキャラクター「ムッキー」をテーマとしたテーマパーク。東京ディズニーランドのパロディ。

### 「楡セレモニー」のサービス
不倶戴天（ふぐたいてん）
「楡セレモニー」が裏でやっている被害者遺族の心救済サービス。殺人の罪などで死刑になった囚人の死体を睦美の術で生き返らせ、身動きの取れなくした囚人を被害者の遺族が再び殺し恨みを晴らすというもの。この囚人達は法的に死んでいることになっているため、遺族が殺したとしても罪に問われることは無い。
エジプシャンセレモニー
「楡セレモニー」が新たに始めたサービス。事前に申し込んであった依頼人を古式にのっとって死戸がミイラにし、棺に入れピラミッド型の墓地に埋葬する。自分が築き上げた財産を遺産相続で親戚などに散財されるぐらいなら、エジプトの王族同様墓の中へ自分の供物として一緒に埋葬したいと考える資産家向けのサービス。
クライオニクスサービス
「楡セレモニー」が新たに始めたサービス（詳しくはクライオニクスを参照）。担当は死戸。

### 「ロボット三人組」の作品
お助け君 初号機（おたすけくん しょごうき）
ロボット工学科の三人組が開発したパワードスーツ型ロボット。すぐに故障するため実用化は果たせなかった。設計コンセプトは、開発チームの富野のこだわりである「本来的な意味でのモビルスーツ（人間が装着するパワー・アシスト・スーツ）」に基づいている。
お助け君 弐号機（おたすけくん にごうき）
ロボット工学科の三人組が初号機の稼動実験を元に製作した自律型ロボット。開発費を3千万円かけて造った大作とされるが、時間が無くファミコンのROMや古いゲームのコントローラーを流用している。実は霊園から盗んだ死体が材料として使われており、その死体に霊が降り暴走した。設計コンセプトは、開発チームの手塚のこだわりである「自律行動」と、永井のこだわりである「電子頭脳の分離合体」を採用している。
パラサイト・ヒューマン
ロボット工学科の三人組と、三人組の先輩にあたる寄井人志が開発に携わっていた「運動誘発刺激による人体コントロール」の研究。ヘッドセット型コントローラーを介して装着者の脳へ刺激を与え、コントローラーによる制御を可能とするという装置。寄井は「携帯電話で装着者を操れる帽子」として完成させていた。
ブレイン・ボディ・インターフェイス
ロボット工学科の三人組が開発した遠隔操作型のロボット。ヘッドセット型コントローラーを介して装着者の脳波による制御する「ブレイン・マシン・インタフェース」方式をとり、最大20体のユニットを同時に行動させることが可能。例によって、死体を材料として使っており、その死体に霊が降り暴走した。
試作品01号
ロボット工学科の三人組が開発した3Dプリンターにより作成された人造人間。エンペラー・オブ・ポップ「ジェームズ・ブロック」のMRI画像を元に、3Dプリンターで人工細胞を積み上げて作られた肉体に、自殺した芸人志願の魂が宿り自我を持った。なお、三人組が担当しているのは3Dプリンターの開発に関してであり、人造人間に関するプロジェクトリーダーは同じ大学の石森という学生（三人組同様にメガネを着用している）。かつてはロボット工学科に所属していたが、『サイボーグ009』『仮面ライダー』『人造人間キカイダー』（いずれも石森章太郎作品）のような人造人間を開発する為に最先端医療技術科に転科した。

## 書誌情報

### コミックス版
- 『黒鷺死体宅配便』大塚英志（原作）山崎峰水（作画）、角川書店→KADOKAWA〈カドカワコミックス・エース〉、既刊31巻（2025年8月5日現在）
  1. 2002年11月27日発売[16]、ISBN 978-4-04-713527-7、各章題は太田裕美の曲名より引用[要出典]
  2. 2002年11月27日発売[17]、ISBN 978-4-04-713528-4、各章題は沢田研二の曲名より引用[要出典]
  3. 2004年1月28日発売[18]、ISBN 978-4-04-713600-7、各章題はちあきなおみの曲名より引用[要出典]
  4. 2004年10月26日発売[19]、ISBN 978-4-04-713676-2、各章題は山口百恵の曲名より引用[要出典]
  5. 2005年8月24日発売[20]、ISBN 978-4-04-713749-3、各章題は小椋佳の曲名より引用[要出典]
  6. 2007年1月26日発売[21]、ISBN 978-4-04-713895-7、各章題はばんばひろふみの曲名より引用[要出典]
  7. 2007年8月25日発売[22]、ISBN 978-4-04-713961-9、各章題は石野真子の曲名より引用[要出典]
  8. 2008年3月5日発売[23]、ISBN 978-4-04-715052-2、各章題はGAROの曲名より引用[要出典]
  9. 2008年8月5日発売[24]、ISBN 978-4-04-715093-5、各章題は小林麻美の曲名より引用[要出典]
  10. 2008年11月5日発売[25]、ISBN 978-4-04-715128-4、各章題はおかわりシスターズの曲名より引用[要出典]
  11. 2009年3月5日発売[26]、ISBN 978-4-04-715204-5、各章題はビリー・バンバンの曲名より引用[要出典]
  12. 2009年11月26日発売[27]、ISBN 978-4-04-715336-3、各章題はサディスティック・ミカ・バンドの曲名より引用[要出典]
  13. 2010年2月4日発売[28]、ISBN 978-4-04-715380-6、各章題は大橋純子の曲名より引用[要出典]
  14. 2010年11月4日発売[29]、ISBN 978-4-04-715555-8、各章題はフォーリーブスの曲名より引用[要出典]
  15. 2011年10月4日発売[30]、ISBN 978-4-04-715790-3、各章題は岩崎宏美の曲名より引用[要出典]
  16. 2012年7月4日発売[31]、ISBN 978-4-04-120288-3、各章題はイエロー・マジック・オーケストラの曲名より引用[要出典]
  17. 2013年2月4日発売[32]、ISBN 978-4-04-120562-4、各章題は山下達郎の曲名より引用[要出典]
  18. 2013年10月2日発売[33]、ISBN 978-4-04-120886-1、各章題は中島みゆきの曲名より引用[要出典]
  19. 2014年4月4日発売[34]、ISBN 978-4-04-121020-8、各章題は寺尾聰の曲名より引用[要出典]
  20. 2014年11月4日発売[35]、ISBN 978-4-04-102236-8、各章題はC-C-Bの曲名より引用[要出典]
  21. 2016年5月2日発売[36]、ISBN 978-4-04-103084-4、各章題は布施明の曲名より引用[要出典]
  22. 2018年4月3日発売[37]、ISBN 978-4-04-106713-0、各章題は淡谷のり子の曲名より引用[要出典]
  23. 2018年5月2日発売[38]、ISBN 978-4-04-106714-7、各章題は山口淑子の曲名より引用[要出典]
  24. 2018年11月4日発売[39]、ISBN 978-4-04-107488-6、各章題はペドロ&カプリシャスの曲名より引用[要出典]
  25. 2019年7月4日発売[40]、ISBN 978-4-04-108240-9、各章題はかぐや姫 (フォークグループ)の曲名より引用[要出典]
  26. 2019年12月28日発売[41]、ISBN 978-4-04-108932-3、各章題は野口五郎の曲名より引用[要出典]
  27. 2020年7月3日発売[42]、ISBN 978-4-04-109638-3、各章題は郷ひろみの曲名より引用[要出典]
  28. 2020年12月28日発売[43]、ISBN 978-4-04-110929-8
  29. 2024年6月4日発売[44]、ISBN 978-4-04-114828-0
  30. 2025年2月4日発売[45]、ISBN 978-4-04-115783-1
  31. 2025年8月5日発売[46]、ISBN 978-4-04-116416-7

- 『黒鷺死体宅配便傑作セレクション 都市伝説編』大塚英志（原作）山崎峰水（作画）、角川書店〈コンビニコミック〉、2008年8月5日発売[47]、ISBN 978-4-04-854214-2

### 文庫版
- 『黒鷺死体宅配便』大塚英志（原作）山崎峰水（作画）角川書店〈角川ホラー文庫〉、既刊5巻（2009年12月25日現在）
  1. 2006年3月10日発売[48]、ISBN 978-4-04-419121-4
  2. 2008年1月25日発売[49]、ISBN 978-4-04-419123-8
  3. 2008年8月23日発売[50]、ISBN 978-4-04-419125-2
  4. 2009年2月25日発売[51]、ISBN 978-4-04-419126-9
  5. 2009年12月25日発売[52]、ISBN 978-4-04-419129-0

## スピンオフ
- 『松岡國男妖怪退治』既刊4巻（原作：大塚英志　作画：山崎峰水、2006年より不定期連載中）
  - 明治時代が舞台。本編の「やいち」の少年時代が描かれている。

- 『アライアズキ、今宵も小豆を洗う。』全3巻（原作：大塚英志　作画：山崎峰水、2015年〜2017年連載）
  - 現代日本が舞台。本編の「谷田有志」と、笹山徹の息子の「笹山Jr.」が脇役として登場している。

- 『代筆屋中川恭次郎の奇っ怪なる冒険』（大塚英志　角川ホラー文庫：2014年）
  - 『松岡國男妖怪退治』の番外編の小説。明治時代が舞台。

- 『松岡國男妖怪退治　昭和編』（原作：大塚英志　作画：山崎峰水、2019年連載、『黒鷺死体宅配便』単行本26巻に収録）
  - 『松岡國男妖怪退治』の番外編のマンガ。昭和11年の日本が舞台。本編の「やいち」の青年時代が描かれている。

## 関連作品
- 黒兎死体宅配便 - ひらりん作画のパロディギャグ漫画。『黒鷺死体宅配便傑作セレクション』と文庫版3〜5巻と同作の電子書籍版に収録されている。
- 笹山徹
  - 『多重人格探偵サイコ』（田島昭宇画） - 肩書きは「警視庁捜査一課11係 係長」。
  - 『探偵儀式』（箸井地図画） - 肩書きは「警視庁捜査一課12係 係長」。
  - 『とでんか』（樹生ナト画） - 肩書きは「東京都知事」。

## 脚註
1. 1 2  『黒鷺死体宅配便』第２巻（カドカワコミックス・エース）巻末の大塚英志のあとがき
2. ↑  『黒鷺死体宅配便』第２巻（カドカワコミックス・エース）巻末の大塚英志のあとがき／大塚英志『物語の体操』（朝日文庫：2003年）97～101ページ
3. ↑  『松岡國男妖怪退治』第１巻（カドカワコミックス・エース）巻末の大塚英志のあとがき
4. 1 2 3  角川ホラー文庫版『黒鷺死体宅配便』第４巻巻末の大塚英志のあとがき
5. ↑  「秋田県告示第151号 (PDF) 」『秋田県公報』第1861号、2007年3月16日、3-4頁。
6. ↑  「福島県告示第506号 (PDF) 」『福島県報』第1894号、2007年7月20日、539-540頁。
7. ↑  長崎県「長崎県告示第764号」
8. 1 2  文庫版第５巻（2009年12月25日発行）の大塚英志による「あとがき」より。
9. ↑  文庫版第4巻（2009年2月25日発行）の大塚英志による「あとがき」より。
10. ↑  『劇場版 零〜ゼロ〜』に「黒鷺死体宅配便」のキャラが登場！ - シネマトゥデイ 2014年8月4日 - 2018年5月30日閲覧
11. ↑  コミックナタリー 2017年6月2日 - 2018年5月30日閲覧
12. ↑  『ヤングエース』2023年9月号、KADOKAWA、2023年8月4日、ASIN B0CC4NZT49。表紙より。
13. 1 2 3  初出時には「筑場大学」となっていた。2回目以降の再登場時には「学園都市大学」となっている。
14. 1 2  単行本第7巻第1話「ハートで勝負」（お助け君 初号機、お助け君 弐号機）における初出時のみ「筑場大学」となっている。
15. 1 2 3  単行本第13巻第2話「シルエット・ロマンス」（パラサイト・ヒューマン）、第15巻第3話「二重奏（デュエット）」（ブレイン・ボディ・インターフェイス）、19巻第1話「ダイヤルM」（試作品01号）での再登場時には「学園都市大学」となっている。
16. ↑  黒鷺死体宅配便(1): コミック&アニメ:  | 角川書店・角川グループ
17. ↑  黒鷺死体宅配便 (2): コミック&アニメ: 大塚英志 | 角川書店・角川グループ
18. ↑  黒鷺死体宅配便(3): コミック&アニメ: 山崎峰水 | 角川書店・角川グループ
19. ↑  黒鷺死体宅配便 (4): コミック&アニメ: 山崎峰水 | 角川書店・角川グループ
20. ↑  黒鷺死体宅配便 (5): コミック&アニメ: 山崎峰水 | 角川書店・角川グループ
21. ↑  黒鷺死体宅配便 (6): コミック&アニメ: 山崎峰水 | 角川書店・角川グループ
22. ↑  黒鷺死体宅配便 (7): コミック&アニメ: 山崎峰水 | 角川書店・角川グループ
23. ↑  黒鷺死体宅配便 (8): コミック&アニメ: 山崎峰水 | 角川書店・角川グループ
24. ↑  黒鷺死体宅配便 (9): コミック&アニメ: 山崎峰水 | 角川書店・角川グループ
25. ↑  黒鷺死体宅配便 (10): コミック&アニメ: 山崎峰水 | 角川書店・角川グループ
26. ↑  黒鷺死体宅配便 (11): コミック&アニメ: 山崎峰水 | 角川書店・角川グループ
27. ↑  黒鷺死体宅配便 (12): コミック&アニメ: 山崎峰水 | 角川書店・角川グループ
28. ↑  黒鷺死体宅配便 (13): コミック&アニメ: 山崎峰水 | 角川書店・角川グループ
29. ↑  黒鷺死体宅配便 (14): コミック&アニメ: 山崎峰水 | 角川書店・角川グループ
30. ↑  黒鷺死体宅配便 (15): コミック&アニメ: 山崎峰水 | 角川書店・角川グループ
31. ↑  黒鷺死体宅配便 (16): コミック&アニメ: 山崎峰水 | 角川書店・角川グループ
32. ↑  黒鷺死体宅配便 (17): コミック&アニメ: 山崎峰水 | 角川書店・角川グループ
33. ↑  黒鷺死体宅配便 (18): コミック&アニメ: 山崎峰水 | 角川書店・角川グループ
34. ↑  黒鷺死体宅配便 (19): コミック&アニメ: 山崎峰水 | 角川書店・角川グループ
35. ↑  黒鷺死体宅配便 (20): コミック&アニメ: 山崎峰水 | 角川書店・角川グループ
36. ↑  黒鷺死体宅配便 (21): コミック&アニメ: 山崎峰水 | 角川書店・角川グループ
37. ↑  黒鷺死体宅配便 (22): コミック&アニメ: 山崎峰水 | 角川書店・角川グループ
38. ↑  黒鷺死体宅配便 (23): コミック&アニメ: 山崎峰水 | 角川書店・角川グループ
39. ↑  黒鷺死体宅配便 (24): コミック&アニメ: 山崎峰水 | 角川書店・角川グループ
40. ↑  黒鷺死体宅配便 (25): コミック&アニメ: 山崎峰水 | 角川書店・角川グループ
41. ↑  黒鷺死体宅配便 (26): コミック&アニメ: 山崎峰水 | 角川書店・角川グループ
42. ↑  黒鷺死体宅配便 (27): コミック&アニメ: 山崎峰水 | 角川書店・角川グループ
43. ↑  黒鷺死体宅配便 (28): コミック&アニメ: 山崎峰水 | 角川書店・角川グループ
44. ↑  黒鷺死体宅配便 (29): コミック&アニメ: 山崎峰水 | KADOKAWA
45. ↑  黒鷺死体宅配便 (30): コミック&アニメ: 山崎峰水 | KADOKAWA
46. ↑  黒鷺死体宅配便 (31): コミック&アニメ: 山崎峰水 | KADOKAWA
47. ↑  黒鷺死体宅配便 傑作セレクション 都市伝説編: コミック&アニメ: 山崎峰水 | 角川書店・角川グループ
48. ↑  黒鷺死体宅配便: 文庫: | 角川書店・角川グループ
49. ↑  黒鷺死体宅配便2: 文庫: | 角川書店・角川グループ
50. ↑  黒鷺死体宅配便3: 文庫: | 角川書店・角川グループ
51. ↑  黒鷺死体宅配便4: 文庫: | 角川書店・角川グループ
52. ↑  黒鷺死体宅配便5: 文庫: | 角川書店・角川グループ